# Eupithecia conglomerata
Eupithecia conglomerata là một loài bướm đêm trong họ Geometridae.